# Poecilominettia zebroides
Poecilominettia zebroides är en tvåvingeart som först beskrevs av Friedrich Georg Hendel 1926.  Poecilominettia zebroides ingår i släktet Poecilominettia och familjen lövflugor.
Artens utbredningsområde är Peru. Inga underarter finns listade i Catalogue of Life.